# Sóstenes
Sóstenes (do grego: Σωσθένης, Sōsthénēs) é um nome próprio composto por duas partes: "Σῶς" (Sôs), que significa "salvo na força", "poderoso salvador" ou simplesmente "protegido", e "Θήνης" (Thénēs), uma forma derivada de palavras que evocam proteção e segurança poderosas. Dessa forma, a tradução exata de Σωσθένης para o português é "Aquele que é protegido" ou "Aquele que tem proteção", refletindo a ideia de alguém cuja força salva ou ainda um homem que é protegido por uma força superior, ou seja, uma pessoa que está sob amparo espiritual ou sob o cuidado divino.
Um personagem marcante com esse nome aparece nos registros do livro de Atos dos Apóstolos (Atos 18:12–17), quando uma turba de judeus e gregos da região da Acaia se revoltaram com a expansão do cristianismo e levaram Paulo a julgamento perante o governador romano da província, Gálio. Acusaram-no de persuadir os homens a servir a Deus em desacordo com as leis. Gálio, no entanto, os dispensou, afirmando que não era juiz da Lei Judaica e que Paulo, sendo judeu e romano de nascimento, não havia cometido nenhum crime contra Roma. De fato, se Paulo fosse agredido de acordo com as leis romanas, aqueles envolvidos estariam cometendo um crime, pois estariam ferindo um homem inocente e romano de nascimento, que não havia realizado nenhuma ação que justificasse tal agressão sob as leis romanas.
Os judeus, já irritados com o rabino Sóstenes, que, como líder da sinagoga, também se recusara a punir Paulo, encontraram uma oportunidade para agir contra ele. Sóstenes não era romano e era amigo íntimo do apóstolo, então o capturaram e o entregaram aos soldados romanos, que o levaram ao tribunal. Sóstenes, sendo judeu e grego, também não foi punido, pois não havia cometido nenhum crime contra Roma. Irritados com a situação, os gregos agarraram o chefe da sinagoga na frente do tribunal e o surraram diante do procônsul, na tentativa de chamar sua atenção. No entanto, Gálio se recusou a iniciar qualquer procedimento contra ele, como queria a multidão. Sóstenes, embora fosse o principal líder da sinagoga, não despertou nenhuma reação de Gálio, que não se incomodou nem com o espancamento, nem com os esforços da multidão para pressioná-lo.
Não há evidências históricas e científicas de que esse Sóstenes seja o mesmo mencionado como um dos Setenta Discípulos ou o mesmo que teria sido bispo de Cólofon, uma vez que o nome era relativamente comum na época.